# Zeemans jämförelsesats
Inom homologisk algebra ger Zeemans jämförelsesats, introducerad av Zeeman (1957), krav för en morfism av spektralföljder att vara en isomorfi.